# Masnauli
Masnauli is een bestuurslaag in het regentschap Tapanuli Tengah van de provincie Noord-Sumatra, Indonesië. Masnauli telt 1477 inwoners (volkstelling 2010).